# Alien Syndrome
Alien Syndrome (エイリアンシンドローム?, Eirian Shindorōmu) è un videogioco arcade pubblicato da SEGA nel 1987 e ispirato non ufficialmente al film Aliens. È uno sparatutto a scorrimento multidirezionale, tipico esponente del sottogenere run 'n' gun; si combatte a piedi dentro strutture infestate da alieni dall'aspetto particolarmente orripilante.
Uscirono conversioni per numerose piattaforme, a cominciare da quella per Sega Master System prodotta dalla stessa SEGA. Nel 1988 vennero pubblicate versioni per gli home computer occidentali Amiga, Amstrad CPC, Atari ST, Commodore 64 e ZX Spectrum dalla ACE, etichetta usata dalla britannica Softek per alcune conversioni di arcade. Seguirono versioni di vari editori per MSX, MS-DOS, NES, Sharp X68000 e Sega Game Gear.
Un rifacimento con grafica 3D per PlayStation 2 uscì nel 2004 nella serie Sega Ages.
Il videogioco è incluso nelle raccolte Sega Classics Collection per PlayStation 2 (sebbene sia rimosso nella versione europea) e Sega Mega Drive Ultimate Collection per Xbox 360 e PlayStation 3.
Nel 2007 è stato realizzato il seguito Alien Syndrome, ambientato un secolo dopo gli eventi del primo titolo.

## Modalità di gioco
Alien Syndrome è uno sparatutto a scorrimento multidirezionale con inquadratura dall'alto. Possono partecipare uno o due giocatori in cooperazione, controllando due personaggi che differiscono solo esteticamente, un uomo e una donna (Ricky e Mary). I protagonisti combattono a piedi all'interno di labirinti popolati da viscide creature aliene. Possono correre nelle otto direzioni e sparare con un'arma che inizialmente è un'arma da fuoco a corto raggio. I vari livelli rappresentano l'interno di astronavi, basi umane o ambienti alieni.
I nemici sono creature mostruose di diversi tipi, che cambiano a seconda del livello. Sono letali al contatto e molti tipi sono capaci di sparare secrezioni. In alcuni livelli si può perdere una vita anche cadendo nei precipizi.
Negli scenari sono sparsi alcuni pannelli sulle pareti, che permettono di ottenere potenziamenti della propria arma oppure una minimappa temporanea.
L'obiettivo di ogni livello è il recupero di ostaggi, spesso rappresentati come intrappolati da una melma aliena, entro un certo tempo limite. Si trovano sparsi nel labirinto e per salvarli è sufficiente toccarli.
Al termine di ogni livello, dopo aver liberato il numero minimo di ostaggi richiesto e aver raggiunto l'uscita, è presente un boss, che viene affrontato in un'arena a parte. Nell'arcade originale ci sono sette livelli, ma il settimo è costituito solo dallo scontro con il boss finale.

### Conversioni
La versione Master System (1987) supporta un solo giocatore alla volta, ha livelli diversi dall'originale e scorrimento discontinuo, da una schermata all'altra. Oltre ai nemici mobili, in tutti i livelli ha un tipo di nemici sempre uguali, simili a volti fissi sul pavimento che possono sparare.
Le conversioni per computer (1988) furono più fedeli all'originale, nei limiti delle loro capacità. Quelle per i più potenti Amiga e Atari ST riuscirono a riprodurre piuttosto bene l'arcade, sebbene con due livelli in meno.
Il gioco per NES (1988) è caratterizzato da scenari molto più spaziosi, con maggior libertà di movimento e minor effetto claustrofobico.
La versione Game Gear (1992) supporta un solo giocatore e ha livelli differenti dall'originale, in tutto quattro. Nel testo introduttivo viene presentata come un seguito ambientato 5 anni dopo, ma mantiene le meccaniche dell'originale.
La versione Sharp X68000 (1992) fu molto fedele, rappresentando quasi un arcade perfect.